# Hadiipar
A hadiipar az egyik legfontosabb gazdasági ágazat, amely kulcsszerepet játszik a nemzetbiztonság fenntartásában. A hadiipar tevékenységei közé tartozik a fegyverek, felszerelések és haditechnikai eszközök tervezése, fejlesztése, gyártása és karbantartása.
A hadiiparban dolgozó vállalatok és intézmények magas szintű szaktudással rendelkeznek a katonai technológia területén. Ez magában foglalja a mérnököket, tervezőket, kutató-fejlesztőket és más szakembereket, akik fejlesztik és optimalizálják a fegyverrendszereket. A fegyverrendszerek magukba foglalják a harckocsikat, repülőgépeket, rakétarendszereket, hajókat, lőfegyvereket és más speciális eszközöket.
A hadiipar szigorú szabályozás és ellenőrzés alatt áll, hogy a haditechnikai eszközök megfeleljenek a nemzetközi törvényeknek és az emberi jogoknak. Az exportra szánt fegyverek esetében a hadiipar szabályozása további ellenőrzéseket és engedélyeket igényel a nemzetközi biztonsági előírások betartása érdekében.
Számos iparosodott országnak van saját hadiipara, mely ki tudja szolgálni a saját katonai erőket. Számos ország kereskedik továbbá jelentős mértékben legálisan vagy illegálisan fegyverekkel nagyrészt saját polgárai felé, különösképp önvédelmi, vadászati vagy sportcélokra. Az illegális könnyűfegyver-kereskedelem számos politikailag instabil országban és régióban előfordul. A Small Arms Survey becslése szerint világszerte 875 millió könnyűfegyver volt 2014-ben, melyeket több mint 1000 vállalkozás gyártott mintegy 100 országból.

## Szektorok

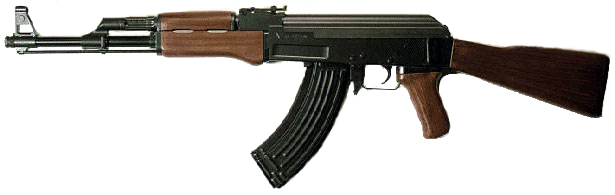
Az AK sorozatot nagyobb mennyiségben gyártották bármely más lőfegyvernél, és szerte a világon használták harcok során

### Szárazföldi fegyver
Ide tartozik a könnyűfegyverektől a nehézfegyverekig sok minden, és a legtöbb gyártó kicsi. Sokuk harmadik világbeli országban van. A kézifegyverek, tankok, páncélozott járművek és más, viszonylag olcsó fegyverek ipara jelentős. Viszonylag kevés nemzetközi szabályozás van, így sok fegyver kerül a bűnözői szervezetekhez, lázadó erőkhöz, terroristákhoz vagy szankcionált országokhoz.

#### Könnyűfegyverek
Az Amnesty International, az Oxfam és az IANSA által alapított Control Arms Campaign 2003-as becslései szerint több mint 639 millió könnyűfegyver van használatban, és több mint 1135 társaság gyártja őket több mint 98 országban, beleértve azok alkatrészeit és lövedékeit.

### Légifegyverek

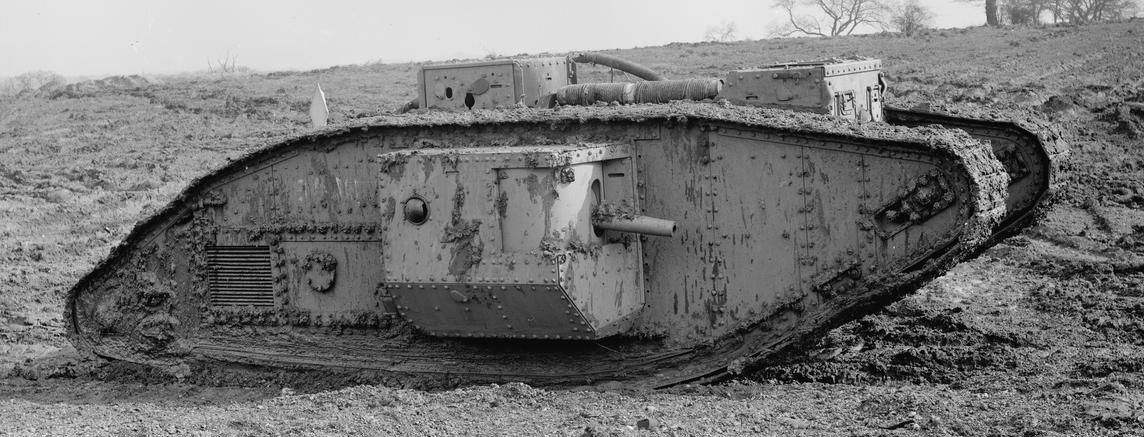
Brit Mark V Tank

A katonai légijárművek, rakéták és katonai műholdak a piac legfejlettebb szektora. Azonban itt van a legkisebb verseny, csak néhány cég gyártja a piac nagy részét. A legfőbb fogyasztók és termelők nagy része nyugaton és Oroszországban van, és az Amerikai Egyesült Államok az első. Fő légijárműgyártók közé tartozik a Rolls-Royce, a BAE Systems, a Saab AB, a Dassault Aviation, a Sukhoi, a Mikoyan, az EADS, a Leonardo, a Thales Group, a Lockheed Martin, a Northrop Grumman, a Raytheon Technologies és a Boeing. Ezenkívül számos multinacionális konzorcium van, melyek nagy része harci repülőket gyárt, mint amilyen az Eurofighter. A legnagyobb katonai szerződés a Joint Strike Fighter fejlesztéséről szól, és 2001 októberében írták alá.

### Vízi rendszerek
Néhány nagyhatalomnak jelentős vízi rendszerei is vannak ezenkívül, a legnagyobb hatalmak például repülőgép-anyahajókkal, atom-tengeralattjárókkal és légvédelmi fegyverekkel is rendelkeznek. A hadihajók nagy része hagyományos energiaforrásokkal működik, de egyesek nukleáris meghajtást használnak. Ezenkívül sok használt hajót is vásárolnak, elsősorban fejlődő országok a nyugatiaktól.

## Vállalkozások
2017-ig a SIPRI nem közölt kínai vállalatokról adatot adathiány miatt. Csak a 2020-as publikációban kerültek be a legnagyobb cégek listájába kínai cégek.
| Cég | Ország                      | Hely | Hely  | Hely  | Jövedelem (hadiipar) | Jövedelem (hadiipar) | Jövedelem (hadiipar) | Összes jövedelem | A hadiipar részesedése | Foglalkoztatottak |
| Cég | Ország                      | 2021 | 2020  | 2019  | 2021                 | 2020                 | 2019                 | 2021             | 2021                   | 2021              |
| --- | --------------------------- | ---- | ----- | ----- | -------------------- | -------------------- | -------------------- | ---------------- | ---------------------- | ----------------- |
| Lockheed Martin | USA                         | 1    | 1     | 1     | 60,3                 | 58,2                 | 54,0                 | 67,0             | 90%                    | 114 000           |
| Raytheon Technologies | USA                         | 2    | 2     | (a)   | 41,8                 | 36,8                 | 39,0 (b)             | 64,4             | 65%                    | 195 000           |
| Boeing | USA                         | 3    | 3     | 2     | 33,4                 | 32,1                 | 34,1                 | 62,3             | 54%                    | 141 500           |
| Northrop Grumman | USA                         | 4    | 4     | 3     | 29,9                 | 30,4                 | 29,7                 | 35,7             | 84%                    | 88 000            |
| General Dynamics | USA                         | 5    | 5     | 5     | 26,4                 | 25,8                 | 24,9                 | 38,5             | 69%                    | 102 900           |
| BAE Systems | Nagy-Britannia              | 6    | 6     | 6     | 26,0                 | 24,0                 | 22,5                 | 26,8             | 97%                    | 89 600            |
| Norinco | Kína                        | 7    | 7     | 8     | 21,6                 | 17,9                 | 16,0                 | 81,6             | 26%                    | 230 000           |
| AVIC | Kína                        | 8    | 8     | 7     | 20,1                 | 17,0                 | 17,2                 | 80,4             | 25%                    | 418 000           |
| CASC | Kína                        | 9    | 9     | -     | 19,1                 | 16,9                 | 0                    | 43,4             | 44%                    | 170 000           |
| CETC | Kína                        | 10   | 9     | 9     | 15,0                 | 14,6                 | 15,5                 | 55,4             | 27%                    | 177 443           |
| CASIC | Kína                        | 11   | 13    | 12    | 14,5                 | 11,9                 | 0                    | 46,1             | 31%                    | 148 000           |
| Leonardo S.p.A. | Olaszország                 | 12   | 14    | 14    | 13,9                 | 11,2                 | 11,3                 | 16,7             | 83%                    | 50 500            |
| L3Harris Technologies | USA                         | 13   | 10    | 10    | 13,4                 | 14,2                 | 14,1                 | 17,8             | 75%                    | 47 000            |
| Rheinmetall | Németország                 | 31   | 29    | 32    | 4,45                 | 4,24                 | 4,03                 | 6,7              | 66%                    | 24 000            |
| KNDS | Németország · Franciaország | 44   | 70+83 | 71+82 | 3,03                 | 2,6 (b)              | 2,7 (b)              | 3,2              | 95%                    | 8 300             |
| A jövedelmi adatok 2021-esek, és milliárd amerikai dollárban értendők - (a) A Raytheon és a United Technologies Corporation fúziója - (b) = Jövedelmek összege |                             |      |       |       |                      |                      |                      |                  |                        |                   |

## Fordítás
- Ez a szócikk részben vagy egészben  a   Rüstungsindustrie című német Wikipédia-szócikk ezen változatának fordításán alapul.  Az eredeti cikk szerkesztőit annak laptörténete sorolja fel. Ez a jelzés csupán a megfogalmazás eredetét és a szerzői jogokat jelzi, nem szolgál a cikkben szereplő információk forrásmegjelöléseként.
- Ez a szócikk részben vagy egészben  az   Arms industry című angol Wikipédia-szócikk ezen változatának fordításán alapul.  Az eredeti cikk szerkesztőit annak laptörténete sorolja fel. Ez a jelzés csupán a megfogalmazás eredetét és a szerzői jogokat jelzi, nem szolgál a cikkben szereplő információk forrásmegjelöléseként.